# Guyniidae
Guyniidae é uma família de cnidários antozoários da subordem Caryophylliina, ordem Scleractinia.

## Géneros
Estão descritos os seguintes géneros:
- †Cyathosmilia Tenison-Woods, 1878
- Guynia Duncan, 1873
- †Onchotrochus Duncan, 1869